# Філіп Віан
Філіп Віан (англ. Philip Vian; нар. 15 липня 1894, Лондон — пом. 27 травня 1968, Ашфорд-Хілл, Гемпшир) — британський воєначальник, адмірал флоту Королівського військово-морського флоту Великої Британії, учасник Першої та Другої світових воєн.
Здобув спеціалізацію офіцера корабельної артилерії й більшість посад на бойових кораблях флоту служив у цих посадах. На початку 1930-х років очолив свій перший бойовий корабель ескадрений міноносець «Ектів», згодом командував низкою лідерів, есмінців, крейсером. Одночасно очолював флотилії есмінців. Командував «Козаком», коли силою опанував німецький танкер Altmark, на борту якого перебувало понад 300 полонених матросів союзників. Віан брав активну участь в останній битві німецького лінкора «Бісмарк».
Протягом війни адмірал Ф. Віан більшість часу служив на Середземномор'ї, де командував ескадрою крейсерів, забезпечував проведення транспортних конвоїв морем, а також провадив вогневу підтримку силами флоту висадки морських десантів на Сицилію та материкову Італію. Пізніше продовжував битися на Тихоокеанському театрі війни проти японців, де очолював авіаційну компоненту британського Тихоокеанського флоту.
У післявоєнний час продовжував службу в лавах Королівського флоту, був п'ятим морським лордом, а також командувачем Домашнього флоту Британської імперії. Звільнився у 1952 році у званні адмірала флоту.

## Біографія
Військова кар'єра
- 15 травня 1907 — кадет ВМС
- 15 січня 1912 — мічман
- 15 січня 1915 — суб-лейтенант
- 15 лютого 1916 — лейтенант
- 15 лютого 1924 — лейтенант-командер
- 30 червня 1929 — командер
- 31 грудня 1934 — кептен
- 8 липня 1941 — контрадмірал
- 8 травня 1945 — віцеадмірал
- 26 вересня 1948 — адмірал
- 1 червня 1952 — адмірал флоту

Філіп Луїс Віан народився 15 липня 1894 року в Лондоні в родині Ельсагера та Ади Віан. У травні 1907 року молодик поступив на військову службу та навчався у Королівських морських коледжах в Осборні та Дартмуті. У 1911 році він закінчив Дартмутський коледж та отримав призначення на навчальний крейсер «Корнуолл», що виходив у похід до Вест-Індії. Однак, «Корнуолл» потрапив у морську аварію, сівши на мілину на мисі Сейбл Айленд у Новій Шотландії, тому кадети були переведені на інші кораблі флоту.
15 січня 1912 року Ф. Віан став мічманом на додредноуті «Лорд Нельсон», який входив до складу сил Домашнього флоту метрополії.

### Перша світова війна
Початок Першої світової війни молодий офіцер флоту зустрів на своєму кораблі, «Лорд Нельсон», який був застарілим для ведення бойових дій на морі, тому залишався на військово-морській базі в Портленді. З жовтня 1914 до вересня 1915 року Віан проходив службу на бронепалубному крейсері «Аргонавт», патрулюючи води поблизу берегів Східної Африки, де рейдував німецький крейсер «Карлсруе». Однак, на думку Ф. Віана служба проходила дарма, тому він звернувся до В. Фішера з проханням перевести його на інший театр дій, де бойові дії велись по-справжньому. У жовтні 1915 року молодого саб-лейтенанта перевели на найсучасніший есмінець типу «M» «Морнінг Стар».
15 лютого 1916 року офіцеру присвоєне звання лейтенант, а 31 травня 1916 року він у складі команди есмінця брав участь у Ютландській битві, проте «Морнінг Стар» значної ролі в бою не грав. Згодом Ф. Віан продовжував службу на ескадрених міноносцях типу «M» «Оссорі» та типу «R» «Сорсерес».
За час служби на флоті проходив курси підвищення кваліфікації артилерійських офіцерів у 1916, 1918 та 1919 роках.

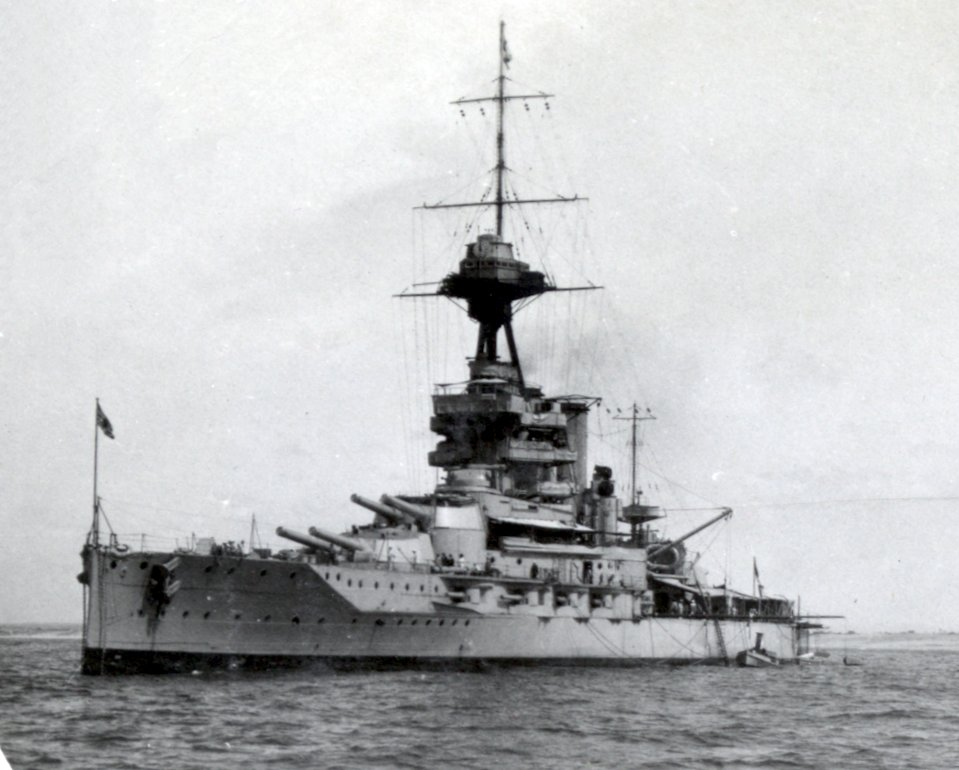
Лінійний корабель «Імператор Індії»

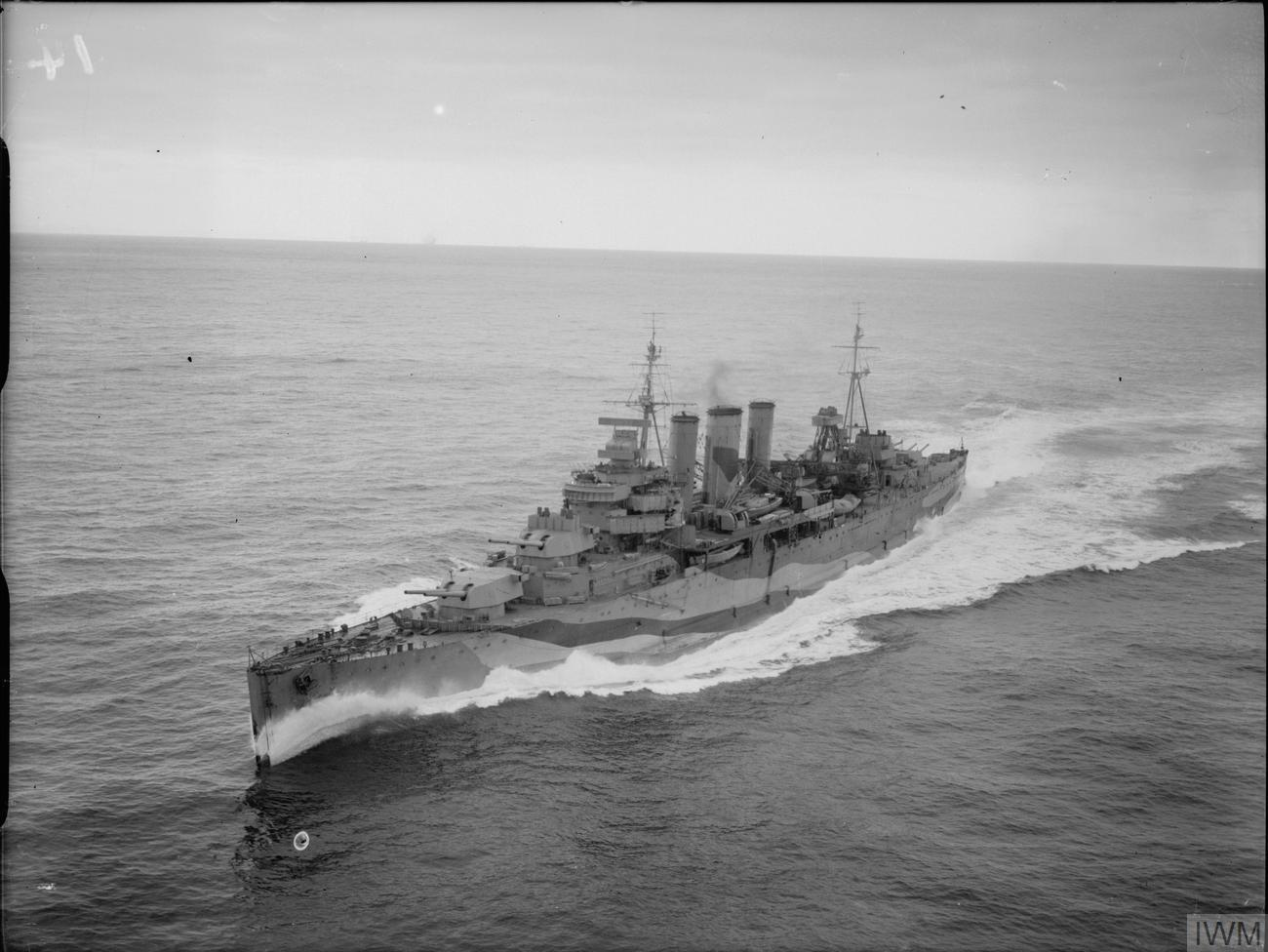
Важкий крейсер типу «Каунті» «Кент»

### Інтербеллум

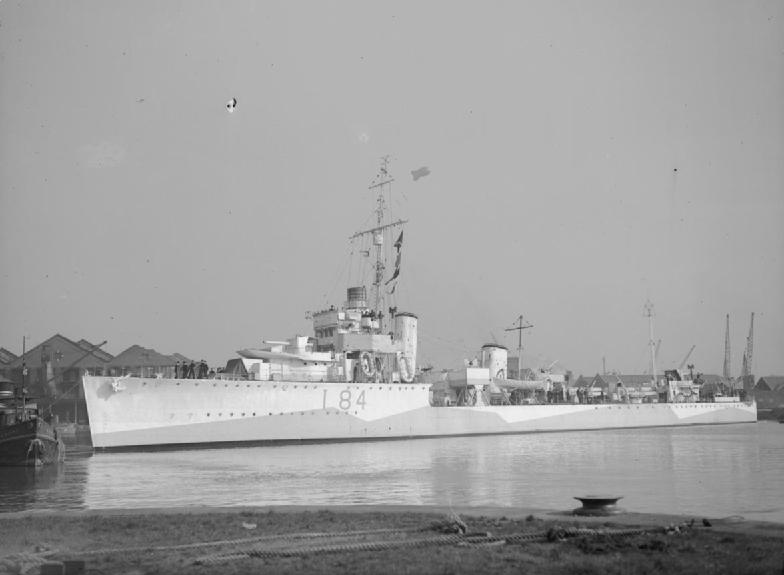
Лідер есмінців «Кеппель»

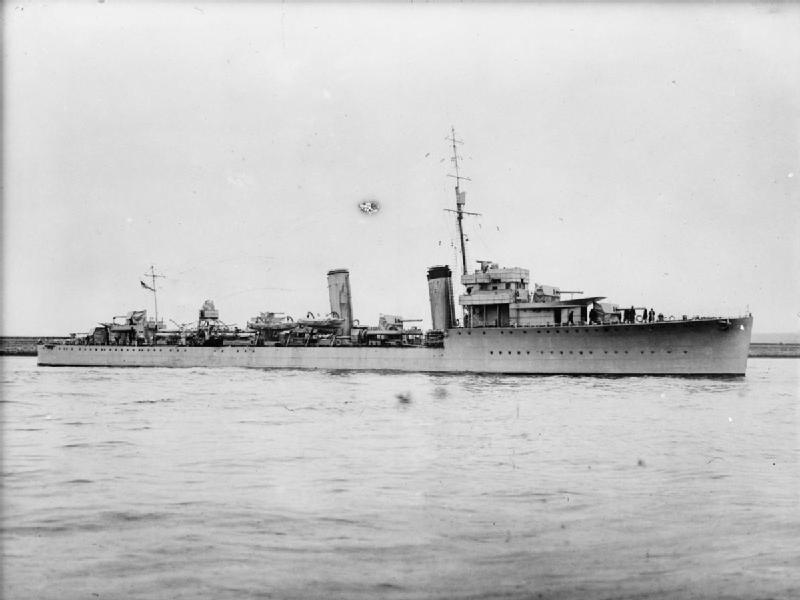
Лідер есмінців «Дуглас»

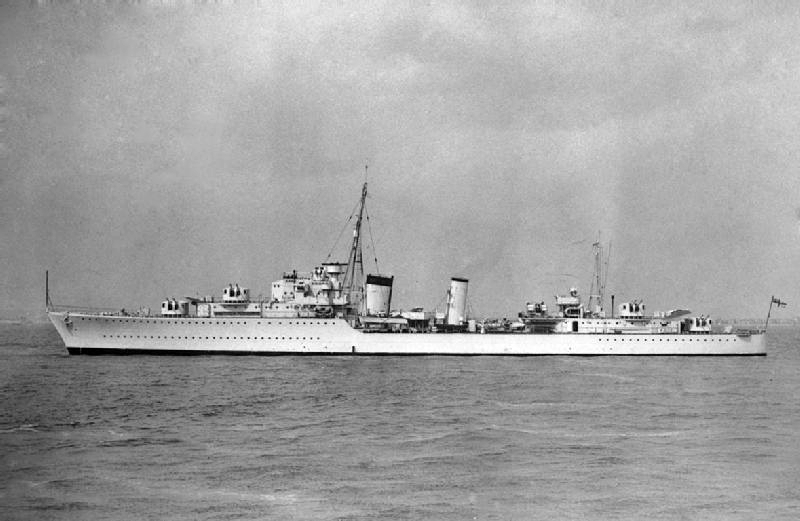
Ескадрений міноносець «Афріді»

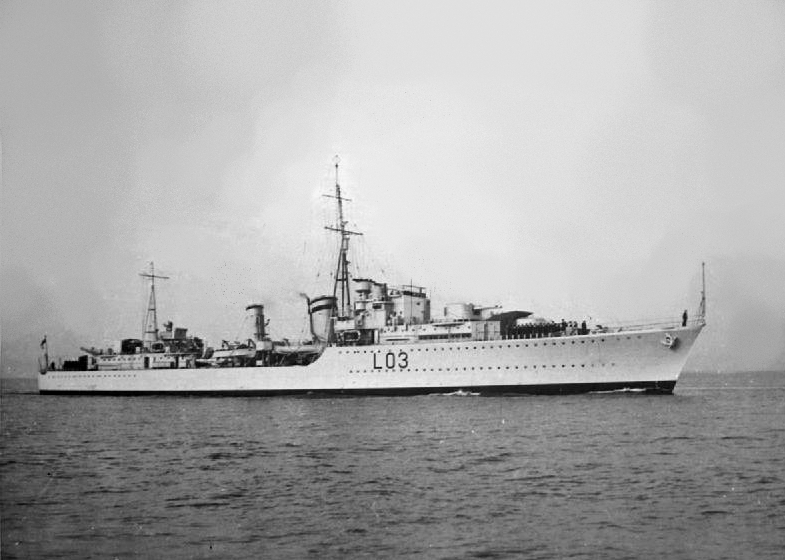
Ескадрений міноносець «Козак»

У 1919 році лейтенант Віан відряджений до британської військової місії на південь Росії, де палала Громадянська війна, але невдовзі він виявив бажання продовжити службу в лавах австралійського Королівського флоту й вже у січні 1920 року прибув на посаду офіцера-артилериста на флагман ВМС лінійний крейсер «Австралія».
У січні 1923 року він повернувся до Британії, здобув низку посад, пов'язаних із його основною спеціальністю корабельного артилериста. Служив на лінійному кораблі «Тандерер». З 1924 року на легких крейсерах типу «C» «Чемпіон» і «Кастор». Наступним кораблем, на якому довелось служити Віану став лінійний корабель Середземноморського флоту «Імператор Індії».
У подальшому Філіп Віан проходив службу на різних бойових кораблях, на Середземному морі на лінкорі «Роял Соверін», на Тихому океані на крейсері «Кент», що входив до складу Китайської станції. Потім перебував на штабних посадах Адміралтейства, підвищував кваліфікацію на різних курсах та в центрах підготовки.
У березні 1933 року офіцер вперше став командиром бойового корабля — новітнього есмінця «Ектів» 3-ї флотилії ескадрених міноносців. З початком Абіссінського конфлікту Ф. Віан прибув командиром 19-ї флотилії есмінців, одночасно командуючи лідером «Дуглас».
У травні 1936 року Ф. Віан став командиром 1-ї флотилії есмінців та лідера «Кеппель» із базуванням на Мальті. У липні флотилія повернулась до Портсмуту. На шляху додому, на Віана вийшов британський консул у Віго, який проінформував командира корабля про початок Громадянської війни та попросив про допомогу в евакуації британських громадян з Іспанії. Протягом певного часу кораблі 1-ї флотилії здійснювали збір та евакуації своїх співвітчизників, доки їх не змінила група есмінців 2-ї флотилії.
У березні 1937 року під час навчання у Королівському військово-морському коледжі в Гринвічі Ф. Віану запропонували посаду флаг-капітана контрадмірала Л. Веллза на крейсер «Аретьюза», флагманський корабель 3-ї крейсерської ескадри Середземноморського флоту, на що він негайно відповів згодою.

### Друга світова війна

#### 1939—1940 роки
На початку Другого світового конфлікту кептен Ф. Віан був призначений командиром 11-ї флотилії есмінців з одночасним призначенням командиром флагманського лідера «Маккей». До складу його флотилії входили 7 застарілих ескадрених міноносців типу V та W, що базувались на Плімут, а трохи пізніше на Ліверпуль. Основним завданням флотилії був захист та супроводження атлантичних конвоїв.
З початку 1940 року його 4-та флотилія переозброїлась на сучасні есмінці типу «Трайбл», а він перейшов на командирський місток есмінця «Афріді», а трохи пізніше «Козак».
16 лютого 1940 року в нейтральних норвезьких водах стався морський інцидент із німецьким танкером Altmark, на борту якого перебувало понад 300 полонених матросів союзників. Інтерновані моряки були з англійських суден, які затопив у південній Атлантиці в результаті рейду німецький «кишеньковий» лінійний корабель «Адмірал граф Шпеє». Британські кораблі переслідували «Альтмарк» та есмінець «Козак», яким командував Ф. Віан примусив його зупинитись та узяв на абордаж. У наслідок сутички загинуло 8 німецьких матросів та ще 10 дістали поранень.
За проявлену мужність і сміливість король Георг VI нагородив рішучого кептена орденом «За заслуги».
9 квітня 1940 року німецькі військово-морські сили розпочали вторгнення в Норвегію, і командир флотилії Ф. Віан на своєму есмінці «Афріді» взяв активну участь у боях на північному напрямку. Його флотилія супроводжувала крейсери «Саутгемптон» і «Глазго» до Бергена, коли британські кораблі піддались потужній авіаційній атаці 47 німецьких пікіруючих бомбардувальників He 111 і Ju 88 зі складу KG 26 та KG 30 Люфтваффе. «Гуркха» піддався атаці декількох бомбардувальників одночасно і був знищений. Екіпаж есмінця був врятований крейсером «Аврора» та сістер-шипом «Машона».
Протягом квітня-травня флотилія Ф. Віана вела інтенсивні бої проти німецьких окупантів. З 30 квітня есмінці допомагали в евакуації союзних військ з Ондалснеса.
2 травня 1940 року під час евакуації англійських та французьких військ із фіорду Намсуса в центральній Норвегії французький есмінець типу «Гепард» «Бізон» дістав пряме влучення бомбою, вибухнув та почав тонути. «Афріді» разом з «Імпіріал» і «Гренейд» поринули на допомогу французьким матросам та, рятуючи постраждалих з води, одночасно прикривали їх від повітряних атак пікіруючих бомбардувальників Ju-87 та Ju-88 StG 1. У бою флагманський корабель Віана «Афріді» був уражений бомбами та затонув.
За бойові заслуги в Норвезькій кампанії та вміле керівництво флотилією кептен Ф. Віан був відмічений у донесенні командування (англ. Mentioned in dispatches).

#### 1941 рік
22 травня 1941 року Філіп Віан на есмінці «Козак» разом із групою бойових кораблів вийшов із Глазго на супровід конвою WS8B, котрий прямував до Індійського океану.
Однак, тим часом ситуація в Атлантичному океані набула різких змін. Після поразки у Данській протоці морські й повітряні судна Королівського флоту і Королівських ВПС розшукували «Бісмарк» по всій акваторії Північної Атлантики протягом більше двох днів.
25 травня 1941 року кептен Ф. Віан отримав наказ залишити конвой та приєднатись до сил, що розшукували німецьку рейдерську групу з лінійного корабля «Бісмарк» і важкого крейсера «Принц Ойген», які потопили британський лінійний крейсер «Худ» та пошкодили лінкор «Принц Уельський». Полювання на пошкоджений німецький лінкор почалася після того, як у другій половині дня 26 травня британський розвідувальний літак «Каталіна» виявив «Бісмарк» за масляним слідом.
Протягом ночі з 26 на 27 травня британськими есмінцями «Сикх», «Козак», «Зулу», «Маорі» і польським ORP «Піорун» йшло переслідування пошкодженого «Бісмарка», який вони періодично атакували торпедами. Зранку до знищення ворожого лінкору приєднались британські лінійні кораблі «Король Георг V» і «Родні», за підтримки крейсерів. Після 100 хвилин запеклого бою «Бісмарк» був затоплений екіпажем внаслідок комбінованого ураження артилерійськими снарядами, влучання торпед і пожежі, що сталася на борту.
8 липня 1941 року Ф. Віан був підвищений у контрадмірали флоту спеціальним наказом першого морського лорда сера Д. Паунда.
3 серпня 1941 року Ф. Віан залучався до проведення спеціальної операції «Гонтлет» з висадки британських командос на берег Шпіцбергену та знищення німецьких вугільних шахт. 19 серпня рейдова група британських військовослужбовців з лайнера «Імператриця Австралії» висадилась на узбережжя та розпочала виконувати завдання операції. Мирне населення було евакуйоване до Архангельська та Британії, а промислові потужності видобутку вугілля були виведені з ладу.
У жовтні 1941 року контрадмірала Ф. Віана призначили командиром 15-ї ескадри крейсерів (флагманський корабель — легкий крейсер типу «Дідо» «Найяд») з базуванням в Александрії. Основним завданням ескадри в ході кампанії на Середземному морі був захист обложеного острову Мальта, забезпечення супроводження транспортних конвоїв на острів та боротьба з італійським флотом, що проводив свої транспортні судна з військами й технікою до берегів Північної Африки. Додатково на ескадри покладались завдання щодо підтримки з моря дій британської армії та обстріл важливих об'єктів, портів, баз, берегових укріплень на Середземномор'ї.
17 грудня 1941 року сталась перша велика битва між британськими та італійськими військово-морськими силами в затоці Сідра, як результат випадкового зіткнення протиборчих сторін, які виконували задачі з ескорту транспортних конвоїв у південній частині Середземного моря. Італійський транспортний конвой M42, у кількості 4 транспортів, який прямував з Італії до Африки, супроводжувало два сучасних лінкори і їх кораблі підтримки, під командуванням адмірала ескадри А. Якіно. Британський конвой складався із швидкохідного допоміжного транспортного судна Breconshire, який прямував на Мальту під охороною трьох крейсерів і чотирнадцяті есмінців під загальним командуванням адмірала Ф. Віана. Загалом битва не мала чітко визначеного результату, кожна сторона насамперед ставила за мету збереження конвою, тому обидва флоти записали перемогу на власний рахунок.

#### 1942 рік
11 березня 1942 року флагманський корабель контрадмірала Ф. Віана «Найад» був торпедований німецьким підводним човном U-565 південніше острова Крит і невдовзі затонув. Командир перемістив свій прапор на крейсер «Дідо», а згодом на «Клеопатру».
22 березня 1942 року в північній частині затоки Сідра сталася Друга морська битва, коли британський конвой контрадмірала Ф. Віана на Мальту піддався атаці переважаючих сил італійського флоту на чолі з адміралом Анджело Якіно. Британський конвой складався з 4 транспортних суден, яких ескортували 4 легких крейсери, 1 крейсер ППО та 17 есмінців. Італійські сили мали лінкор, 2 важких крейсери, 1 легкий крейсер та 8 ескадрених міноносців. Попри початковому успіху британських сил, що відбили перший напад супротивника, бій призупинив заплановане прибуття військового транспорту до місця призначення до сходу сонця. Італійці доконче організували напад своєї авіації і піддали масованій атаці кораблі британського конвою. Внаслідок чого, усі 4 транспорти та 1 есмінець були потоплені найближчими днями.
Попри сумні успіхи в битві, прем'єр-міністр Вінстон Черчилль особисто подякував Ф. Віана, його також удостоїли звання лицаря ордену Британської імперії
У червні 1942 року сили Ф. Віана залучались до проведення конвою на Мальту під час битви на Середземному морі. Операція «Вігорос», що проводилася одночасно з операцією «Гарпун», стала спробою британців провести великий конвой у складі одинадцяти торгових суден під прикриттям значного ескорту з Хайфи та Порт-Саїда до обложеного острову. Відсутність у складі ескорту авіаносця не дала змогу організувати надійну протиповітряну оборону. Після того, як операція закінчилась крахом, стан здоров'я адмірала різко погіршав й у вересні його відправили до Британії. Ускладнення, викликані малярією, на яку він захворів в Африці, вивели Віана зі строю аж до січня 1943 року.

#### 1943 рік
Але з повернення на свою посаду, Ф. Віан вже не міг виконувати свої обов'язки як раніше, тому у квітні 1943 року його призначили до штабу союзників, що займався планування вторгнення до Європи. Проте, вже в липні він повернувся до Середземного моря для участі в проведенні амфібійної операції на Сицилію.

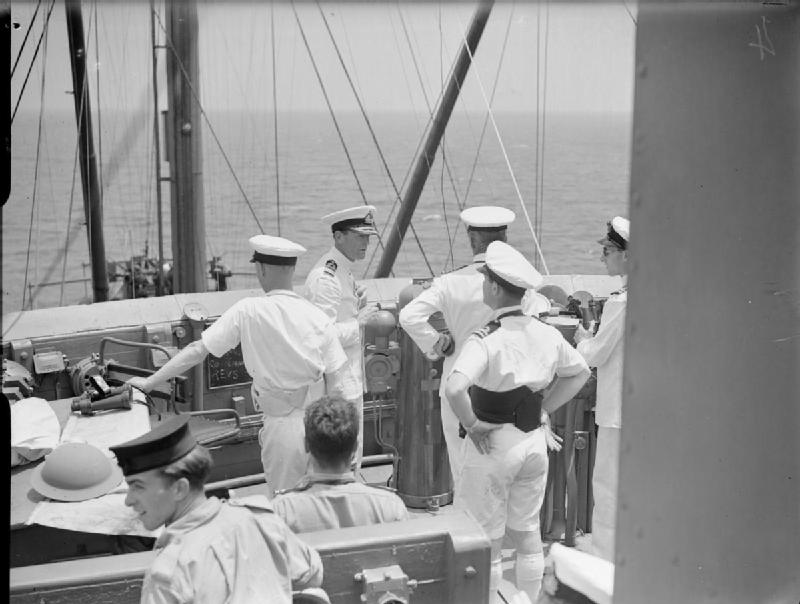
контрадмірал Ф. Віан керує своїм з'єднанням з борту корабля управління «Гіларі» в ході амфібійної операції на Сицилію. Липень 1943 року.

У вересні 1943 року контрадмірал Ф. Віан керував З'єднанням «V», флотилією, що здійснювала прикриття ударної авіаносної групи з ескортних авіаносців «Атакер», «Батлер», «Хантер», «Сталкер» і «Унікорн», яка прямувала на підтримку морського десанту в Салерно.

#### 1944 рік
У січні 1944 року контрадмірал Ф. Віан був призначений командиром Східної оперативної групи ВМС (з флагманом крейсером «Сцилла»), що підтримувала висадки союзного десанту в Нормандії. За бойові заслуги під час вторгнення до Європи його нагородили орденом Лазні.
У листопаді 1944 року Віана перевели на Тихий океан, де він очолив усі авіаносні сили Британії на цьому театрі війни, які були зведені в 1-шу авіаносну ескадру. Адмірал організовував та проводив низку операцій проти японських сил на острові Суматра (операції «Кокпіт»), «Трансом», «Лентіл», «Мерідіан»).

#### 1945 рік
З березня 1945 року Британський тихоокеанський флот діяв як 57-ма оперативна група у складі об'єднаних сил з американцями під час проведення морської десантної операції на Окінаву. 8 травня 1945 року Філіп Віан підвищений у званні у віцеадмірали флоту.

### Післявоєнний час
Після капітуляції Японської імперії, віцеадмірал Ф. Віан повернувся до Британських островів, де отримав посаду п'ятого морського лорда, що відповідав за розвиток та виконання завдань авіаносною авіацією.
У 1948 році його призначили командувати Флотом Метрополії з флагманом на лінкорі «Венгард»; з цієї посади він пішов у відставку в 1952 році.
1 червня 1952 року йому присвоєне звання адмірала флоту, що стало незвичайною формою визнання бойових заслуг офіцера за часи Другої світової війни, який не посідав вищих посад у Королівському флоті.
У відставці він був директором Мідлендського банку та головою Північнобританської торговельної страхової компанії.
27 травня 1968 року адмірал Королівського флоту Філіп Віан помер у себе вдома в Ашфорд-Хіллі, у графстві Гемпшир у віці 73 років.